# Anders Wiklöf Arena

Anders Wiklöf Arena är en skridskobana i Bennäs, Pedersöre, Finland. Bland annat klubben IFK Lepplax spelar här.